# Be 1
Be 1 es un canal belga privado de entretenimiento de televisión de pago.

## Historia
En octubre de 2004, se creó Be tv para reemplazar a Canal+ Bélgica. El nuevo ramo incluye seis canales: Be 1, Be 1+1h, Be Ciné 1, Be Ciné 2, Be Sport 1 y Be Sport 2.
Be 1 ha sido cambiado a HD desde el 30 de agosto de 2010, su programación ha sido revisada de acuerdo con los contenidos disponibles para este formato de emisión.
A partir del 31 de marzo de 2010, Be 1 ha dado paso a un nuevo canal en cable analógico: VOO, sin embargo, los programas gratuitos seguirán emitiéndose en este nuevo canal en el programa "Tout Be". El canal fue descontinuado en marzo de 2016. Actualmente, el canal sólo está disponible en formato digital.

### Identidad visual (logo)

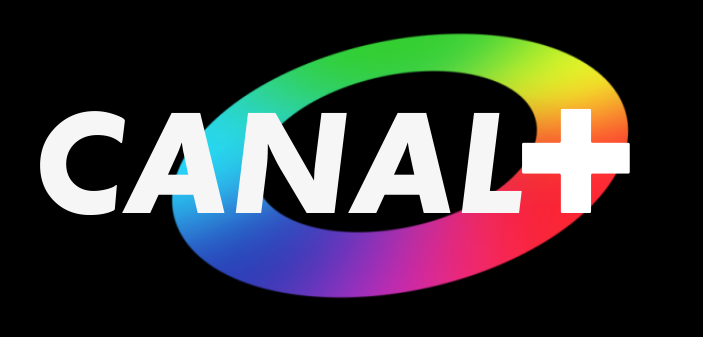
El viejo logo de Canal+ del 27 de septiembre de 1989 al 28 de agosto de 1995
Logotipo de Canal+, de 28 de agosto de 1995 a 29 de octubre de 2004
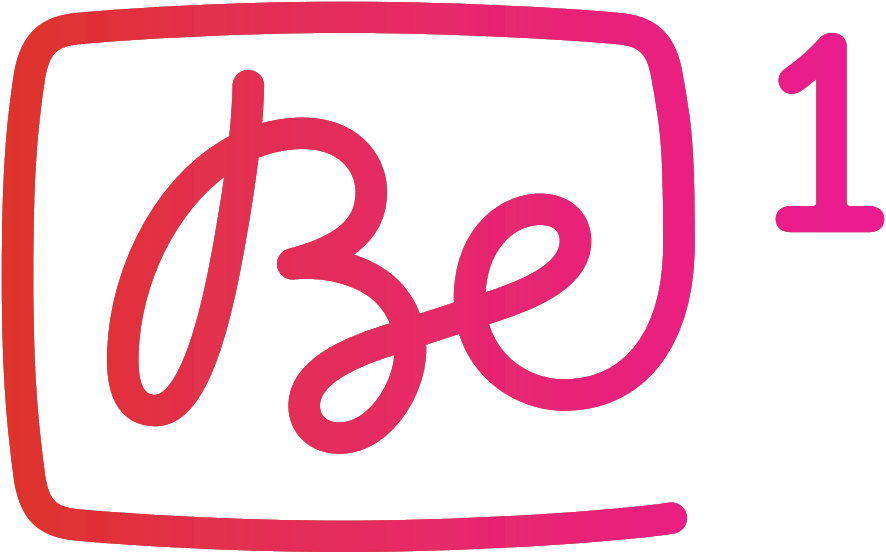
Logo desde el 29 de octubre de 2004

## Programas
Be 1 transmite varios programas del Canal+ en señal abierta:
- Clique

La programación de la señal abierta es de lunes a viernes entre las 20h y las 21h (puede variar dependiendo de la emisión de los programas de Canal+).
Los viejos programas de Canal+ en sus espacios de señal abiertos:
- Le Grand Journal
- Le Petit Journal
- Les Guignols de l'info
- Made in Groland
- Salut les terriens
- L'hebdo cinema
- L'Effet papillon
- Happy Hour (2014)

Así como algunos programas propios en señal abierta :
WNBA
El canal también transmite la programación, Canal+, en señal codificada, como :
- Le journal du hard
- L'Effet Pappillon (desde septiembre de 2015)
- Les Guignols de l'info

### Horario de apertura (de septiembre a junio)
- Semanalmente: de 19h10 a las 20h55
- Sábados: de 19h45 a las 20h55
- Domingos: de 13h30 a las 14h10 y de 19h45 a las 20:55
- Los jueves (en la casilla "Jeudi Évènement"), o durante un evento : de 19h10 a las (?) (depende de la duración del programa)

### Horario de apertura (en julio y agosto)
- Semanalmente: de 19h40 a las 20h55
- Sábados: de 20h05 a las 20h55
- Domingos: de 19h20 p. m. a las 20h55

### Los programas propios de Be 1
- WNBA
- L'Europe des 11
- Saturday Foot Fever

### Los viejos programas de Be 1
- Al Dente
- Fais pas le sorcier
- Ring Ring
- Tu ne l'as pas volée
- Mardi Champions League
- Mercredi Champions League

## Be 1 Home Of HBO[3]
Be 1 transmite lo mejor de HBO (series, películas y documentales).
- Lunes: Direct from HBO
- Jueves: Jeudi Série HBO

## Transmisión
Be 1 se emite exclusivamente en los operadores de cable de Bélgica y Luxemburgo.
Be 1 dejó de transmitir su señal analógica a través de transmisores RTBF en 2009. La transición a la TDT no estaba prevista.
Be tv exprime el VOO de la compañía. El grupo de canales está disponible sólo para esta plataforma y para el operador SFR en Bélgica. En Luxemburgo con el operador de cable Eltrona y SFR, pero también por ADSL con el operador POST.

## Audiencias
De acuerdo con el Centre d'Information sur les Médias:
| 2011  | 2012  | 2013  | 2014   | 2015  |
| ----- | ----- | ----- | ------ | ----- |
| 0,3 % | 0,4 % | 0,3 % | 0,29 % | 0,2 % |

## Be 1+1h
Be 1+1h es el canal Be 1 con 1 hora de retraso.